# دینه‌مارکن
دینه‌مارکن (به هلندی: Denemarken) یک روستا در هلند است که در اسلوخترن واقع شده‌است.